# Antoine Gentien
Antoine Gentien, detto Coco (Parigi, 13 giugno 1905 – Parigi, 2 settembre 1968), è stato un tennista francese.

## Biografia
Nacque in una famiglia di tennisti, la madre Antoinette Gillou partecipò al torneo di doppio misto alle olimpiadi di Parigi 1900 mentre la zia Kate Gillou vinse più volte gli Internazionali di Francia.

## Carriera
Si fece notare durante gli Internazionali di Francia 1927 quando raggiunse i quarti di finale eliminando sulla sua strada la quarta testa di serie Jean Borotra, proprio in coppia con Borotra avanzò fino alle semifinali del doppio al Roland Garros 1932 dove vennero sconfitti dai connazionali Christian Boussus e Marcel Bernard.
Tornò in campo dopo l'interruzione per il secondo conflitto mondiale e continuò a competere fino a metà anni 1950 dimostrando una grande longevità agonistica. Terminata la carriera tennistica ricoprì il ruolo di segretario generale per l'International Tennis Federation.